# The Son (série télévisée)
Pour les articles homonymes, voir The Son.
The Son ou Le Fils au Québec, est une série télévisée américaine de type western en vingt épisodes de 43 minutes créée et développée par Philipp Meyer, Brian Mcgreevy et Lee Shipman, basée sur le livre éponyme de Philipp Meyer paru en 2013, et diffusée entre le 8 avril 2017 et le 29 juin 2019 sur AMC.
Au Québec, elle est disponible depuis le 13 septembre 2018 sur le Club Illico, et en France depuis le 4 novembre 2018 sur SundanceTV. Elle est diffusée en Belgique depuis le 23 octobre 2019 sur la trois. Elle reste inédite dans les autres pays francophones.

## Synopsis
L'ascension de la famille McCullough à travers plusieurs générations, au XIXe siècle, à l'époque de l'émergence des États-Unis d'Amérique et de la ruée vers l'or. Parti de rien, le charismatique patriarche Eli McCullough a bâti son empire dans le sang et fondé l'une des plus puissantes dynasties du Texas. Pour faire face aux épreuves, le jeune homme d'alors a dû se forger une carapace, quitte à devenir cruel et impitoyable. Élevé par un indien Comanche après avoir vu sa famille massacrée sous ses yeux, il a puisé dans ces drames la force d'avancer et de se battre... pour prendre sa revanche sur la vie.                    

## Distribution
- Pierce Brosnan (VF : Emmanuel Jacomy) : Eli McCullough
- Jacob Lofland (VF : Gabriel Bismuth-Bienaimé) : le jeune Eli
- Henry Garrett (en) (VF : Damien Boisseau) : Pete McCullough
- Zahn McClarnon (VF : Yann Guillemot) : Toshaway
- Jess Weixler (VF : Alexandra Ansidei) : Sally McCullough
- Paola Núñez (VF : Caroline Pascal) : María García
- Elizabeth Frances (VF : Alice Taurand) : Prairie Flower
- Shane Graham (VF : Léo-Paul Salmain) : Charles McCullough
- Sydney Lucas (en) (VF : Caroline Combes) : Jeannie McCullough
- Caleb Burgess (VF : Yoann Borg) : Jonas McCullough
- J. Quinton Johnson (VF : Jean-Michel Vaubien) : Neptune (saison 1, 5 épisodes)

 Source et légende : version française (VF) sur RS Doublage

## Production
À l'origine, Sam Neill a été choisi pour jouer le personnage principal de la série, mais il a quitté la série pour des raisons personnelles. Pierce Brosnan a été engagé pour le remplacer. La production de la série a commencé en juin 2016.

## Épisodes

### Première saison (2017)
1. Le Premier Fils du Texas (First Son of Texas)
2. Conséquences (The Plum Tree)
3. Second empire (Second Empire)
4. Le Chant de la mort (Death Song)
5. Pas de prisonniers (No Prisoners)
6. Le Chasseur de bisons (The Buffalo Hunter)
7. Vies secrètes (Marriage Bond)
8. Retrouvailles (Honey Hunt)
9. La Prophétie (The Prophecy)
10. Scalps (Scalps)

### Deuxième saison (2019)
Le 12 mai 2017, la série a été renouvelée pour une deuxième saison, diffusée depuis le 27 avril 2019.
1. Numunuu (Numunuu)
2. Plumé comme une oie (Ten Dollars and a Plucked Goose)
3. Le Tigre aveugle (The Blind Tiger)
4. Scalpeur-de-chien (Scalped a Dog)
5. Terre de feu (Hot Oil)
6. La Lumière bleue (The Blue Light)
7. Allez chercher une pelle (Somebody Get a Shovel)
8. Les traces de leurs péchés (All Their Guilty Stains)
9. L'ours brun (The Bear)
10. Légende (Legend)

## Réception
La première saison a reçu des critiques mitigées. Sur le site Rotten Tomatoes, la série a un taux d'approbation de 52 %, basé sur 23 avis, avec une note moyenne de 5.8/10. Le site de critique de consensus lit, « L'épique narration et les fortes performances centrales de The Son sont paralysés par la faiblesse du rythme, la précipitation de la direction et l'exécution superficielle ». Sur Metacritic, la série dispose d'un score de 57 sur 100, basé sur 21 critiques, en indiquant « mixtes ou de la moyenne des examens ».